# Массімо Таїбі
Массімо Таїбі (італ. Massimo Taibi, * 18 лютого 1970, Палермо) — італійський футболіст, воротар. По завершенні ігрової кар'єри — спортивний функціонер.
Як гравець насамперед відомий виступами за клуби «П'яченца», «Мілан» та «Аталанта».
Дворазовий володар Міжконтинентального кубка, володар Суперкубка УЄФА.

## Клубна кар'єра
Вихованець юнацьких команд футбольних клубів «Ліката», «Амат», «Медіатрісе», «Космос Палермо».
У дорослому футболі дебютував 1987 року виступами за команду клубу «Ліката», в якій провів два сезони, взявши участь лише у 1 матчі чемпіонату.
Згодом з 1989 по 1992 рік грав у складі команд клубів «Тренто», «Мілан» та «Комо». Захищаючи кольори «Мілана» став 1990 року володарем Міжконтинентального кубка та Суперкубка УЄФА.
Привернув увагу представників тренерського штабу клубу «П'яченца», до складу якого приєднався 1992 року. Відіграв за клуб з П'яченци наступні п'ять сезонів своєї ігрової кар'єри. Більшість часу, проведеного у складі «П'яченци», був основним голкіпером команди.
Протягом 1997—2007 років захищав кольори клубів «Мілан», «Венеція», «Манчестер Юнайтед», «Реджина», «Аталанта» та «Торіно». Протягом цих років додав до переліку своїх трофеїв ще один титул володаря Міжконтинентального кубка (у складі «Манчестер Юнайтед»).
Завершив професійну ігрову кар'єру у клубі «Асколі», за команду якого виступав протягом 2007—2009 років.

## Виступи за збірну
1989 року захищав кольори збірної італійської Серії C.

## Титули і досягнення
- Володар Суперкубка Європи (1):

«Мілан»: 1990
- Володар Міжконтинентального кубка (2):

«Мілан»: 1990
«Манчестер Юнайтед»: 1999